# Aussersihl

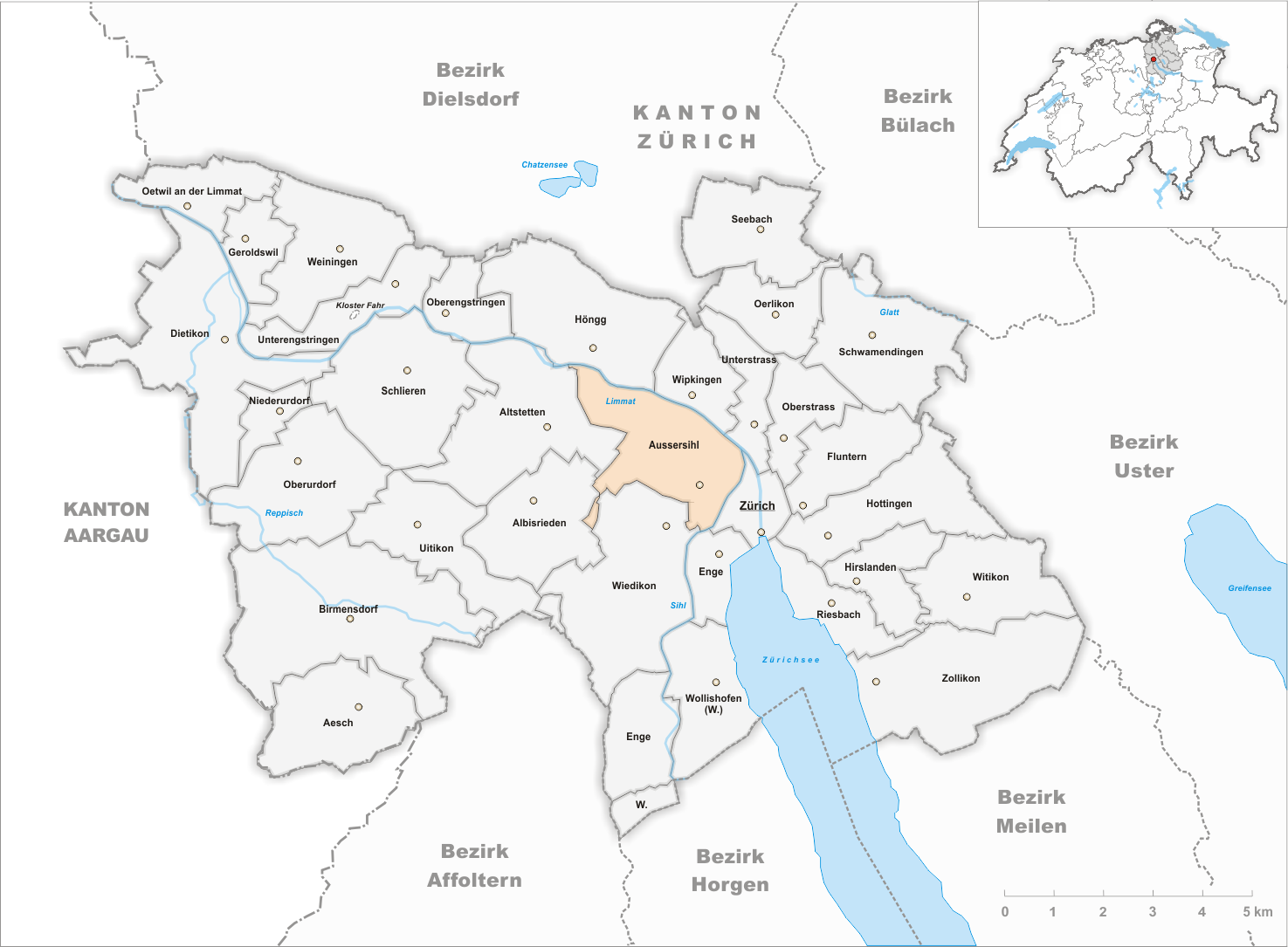
Die Gemeinde innerhalb des Bezirks Zürich vor der Fusion 1893

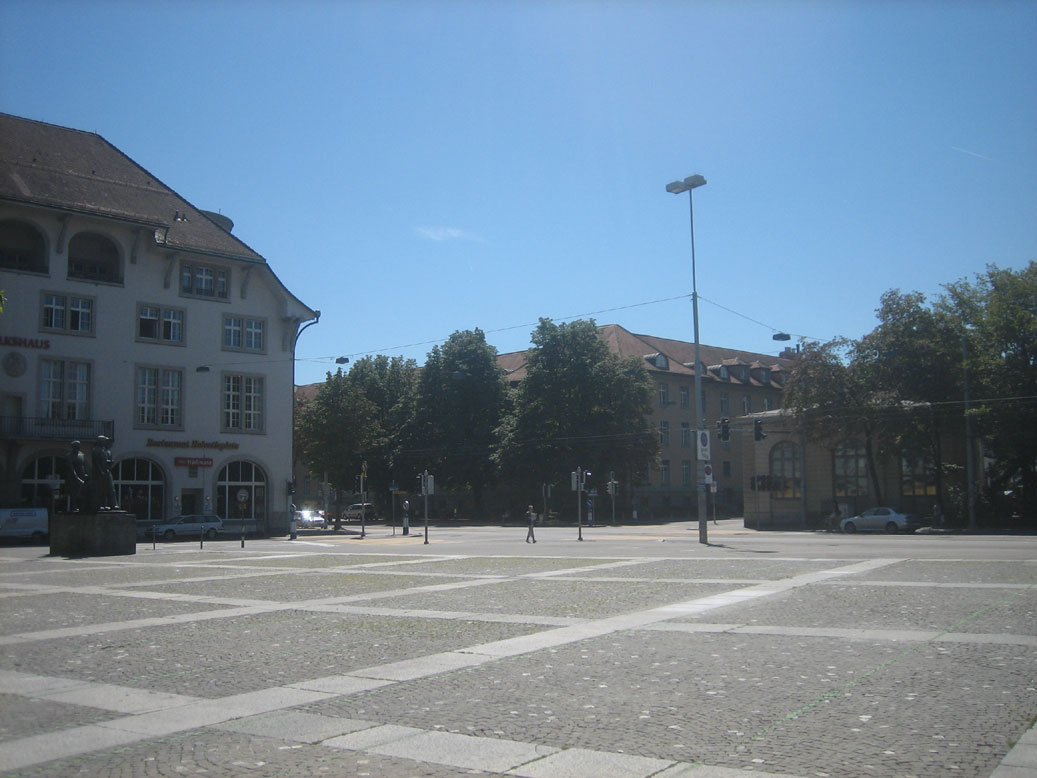
Helvetiaplatz und Volkshaus

Aussersihl ist ein Stadtkreis der Stadt Zürich. Die 1787 von Wiedikon losgelöste ehemals selbständige Gemeinde wurde 1893 mit der Stadt vereinigt, wo sie zusammen mit Wiedikon den Kreis III bildete. 1913 wurde Aussersihl ohne das davon abgetrennte Industriequartier der eigenständige Stadtkreis 4, der seit 1971 in die drei Verwaltungseinheiten (Quartiere) Werd, Langstrasse und Hard aufgeteilt wird.
Der Name Aussersihl bezieht sich auf die aus Sicht der alten Stadt Zürich auf der anderen Seite der Sihl liegenden Gebiete, die durch die Sihlporte erreichbar waren. Im Volksmund wird der Stadtkreis auch «Chreis Cheib» genannt. Das Wort Cheib bedeutet Tierkadaver und ist überdies ein Schimpfwort für abgelehnte Menschen und Dinge.

## Geographie

Das Quartier von Westen im Jahr 1903 (Luftbild von Eduard Spelterini)

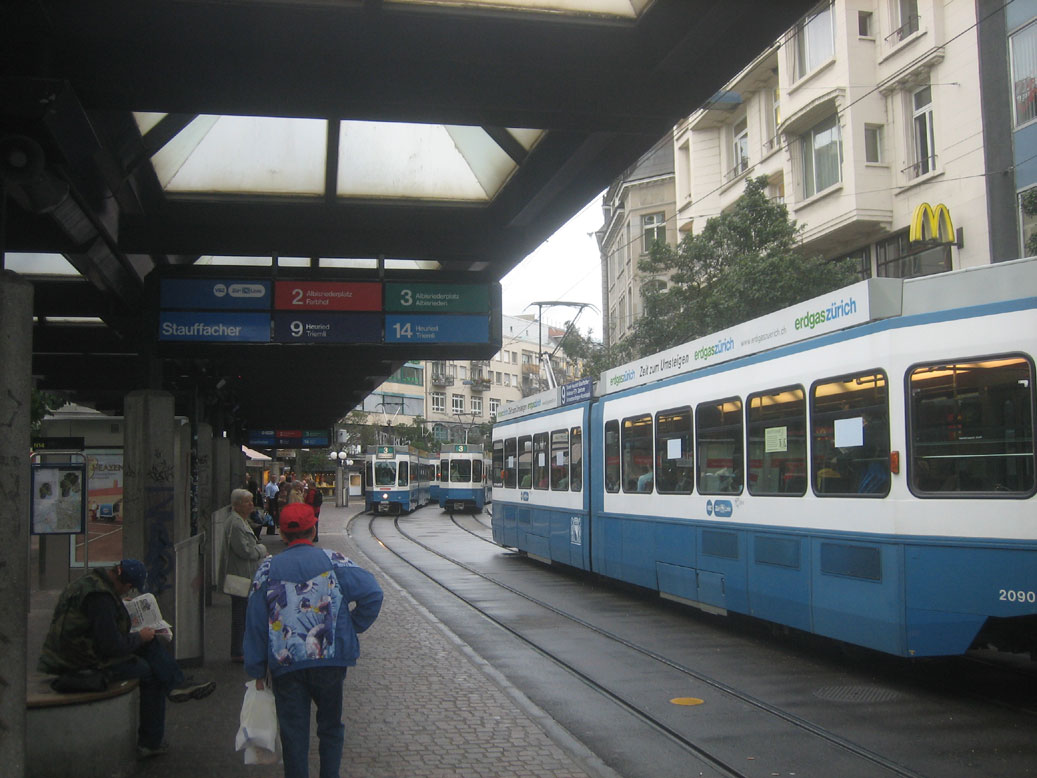
Stauffacher Tramhaltestelle

### Lage
Aussersihl liegt südlich der Bahngleise zwischen Hauptbahnhof und Bahnhof Hardbrücke. Östlich bildet die Sihl die Grenze zur Altstadt. Im Süden grenzt Aussersihl an Wiedikon, die Kreisgrenze verläuft von der Sihlhölzlibrücke am Ulmberg, entlang dem nördlichen Rand der Schimmelstrasse und der linksufrigen Seebahn bis zur Badenerstrasse und von dort aus letzterer entlang über den Albisriederplatz weiter bis zum Letzigrund. Im Westen grenzt Aussersihl an Altstetten.
Der Siedlung entwickelte sich vom Stauffacher entlang der Badenerstrasse in Richtung Westen.

### Plätze
- Helvetiaplatz
- Stauffacher

## Wappen
Blasonierung
In Silber ein schwarzer Anker
Als 1787 der Rat von Zürich das Kräuel und die Hard von Wiedikon abtrennte und die neue Gemeinde Aussersihl erschaffen wurde, erwog man zuerst ein historisches Wappen zu verwenden. Einerseits das, in Anlehnung an das in der Chronik des Edlibach (1493) überlieferte, Wappen von Hard, in Silber mit einem schwarzen Querbalken, belegt mit 3 goldenen Schellen, oder das 1693 bezeugte Wappen von St. Jakob an der Sihl, ebenfalls in Silber jedoch mit 3 gekreuzigte goldenen Pilgerstäben. Durchgesetzt hat sich jedoch ein neues – das bis heute verwendete Wappen mit dem schwarzen Anker auf silbernem Grund.

## Geschichte

### Erste Spuren

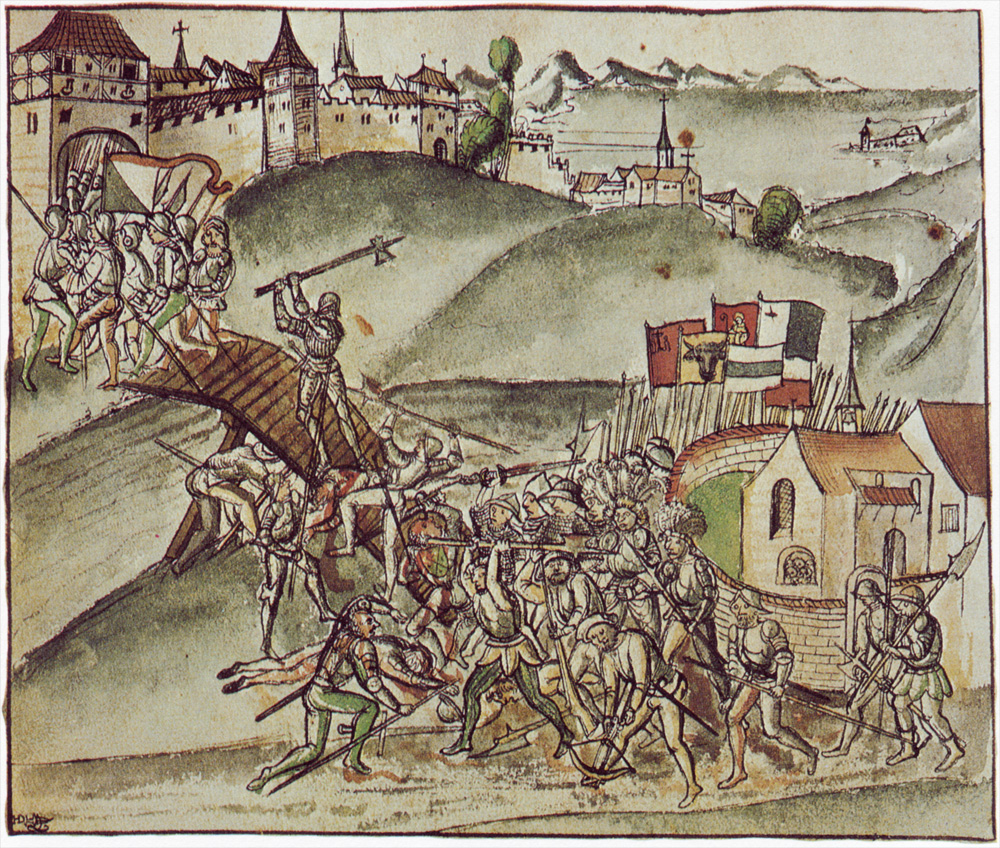
Schlacht bei St. Jakob an der Sihl während des Alten Zürichkriegs

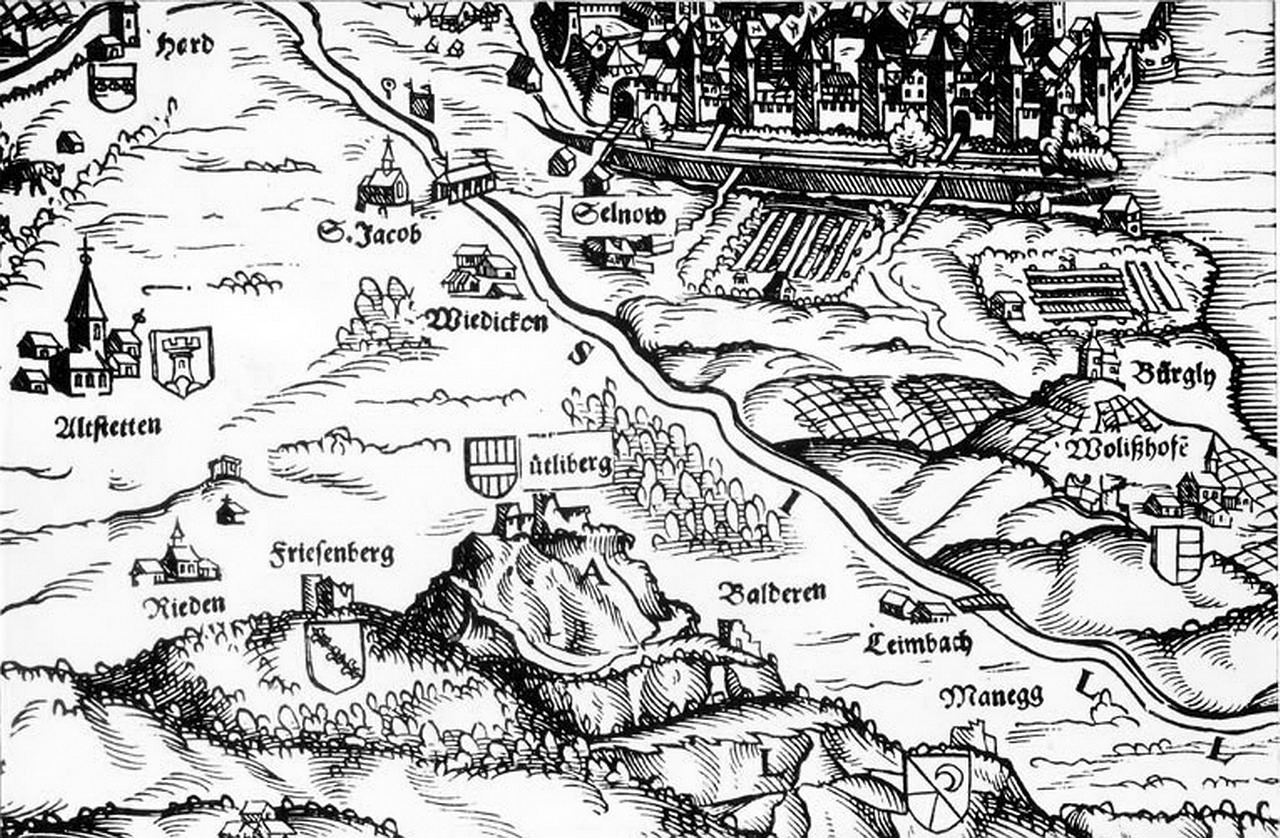
Das Gebiet westlich und südlich der Stadt Zürich im Jahr 1566

Die ersten Spuren gehen bis in das 3./4. Jahrhundert zurück. An der Badenerstrasse beim Letzigrund fanden sich Überreste einer römischen Villa und eine römische Strasse führte über die Militärbrücke und Hohlstrasse (ehemals Hohlenweg). Im 5./6. Jahrhundert befand sich auf dem Gebiet der Bäckeranlage ein alemannischer Friedhof. Im 8. Jahrhundert ging das Sihlfeld als Schenkung durch Ludwig den Deutschen an die Fraumünsterabtei über. Im 12. Jahrhundert befand sich beim St. Jakob, bei der heutigen Tramhaltestelle Stauffacher, ein Siechenhaus, welches 1221 erstmals erwähnt wurde.
Im 14. / 15. Jahrhundert entstand das Dorf Wiedikon, dem auch Aussersihl angehörte. Am 22. Juli 1443 war Aussersihl Schauplatz der Schlacht bei St. Jakob an der Sihl, wo die Zürcher und die Schwyzer um das Erbe des Grafen von Toggenburg kämpften und der damalige Bürgermeister Rudolf Stüssi fiel.
Im 15. Jahrhundert entstand in der Nähe des heutigen Bezirksgebäudes die Hauptgrube, ein Hinrichtungsplatz. In einer einem Amphitheater ähnlichen Grube wurden mit dem Schwert Hinrichtungen vollstreckt. 1706 wurde die Grube aufgrund von zu grossem Zuschauerandrang aufgefüllt und die Hinrichtungen gut sichtbar auf zwei Meter über dem Boden erhöht. 1833 wurde das Fallbeil eingeführt und der Rabenstein entfernt.
Im 17. Jahrhundert befand sich an der Grenze zu Altstetten und Albisrieden (beim Letzigrund) der Wasenplatz (1698). An diesem Platz gegenüber dem Hochgericht wurden damals Tierkadaver vergraben.
Als Wiedikon den Einwohnern von Kräuel und Hard das Bürgerrecht verweigerte, ersuchten diese die Stadt, eine eigene Gemeinde gründen zu dürfen. Am 27. September 1784 wurde diesem Gesuch stattgegeben, jedoch blieb die neue Gemeinde Aussersihl unter der Obervogtei Wiedikon.

### Eigenständige Gemeinde

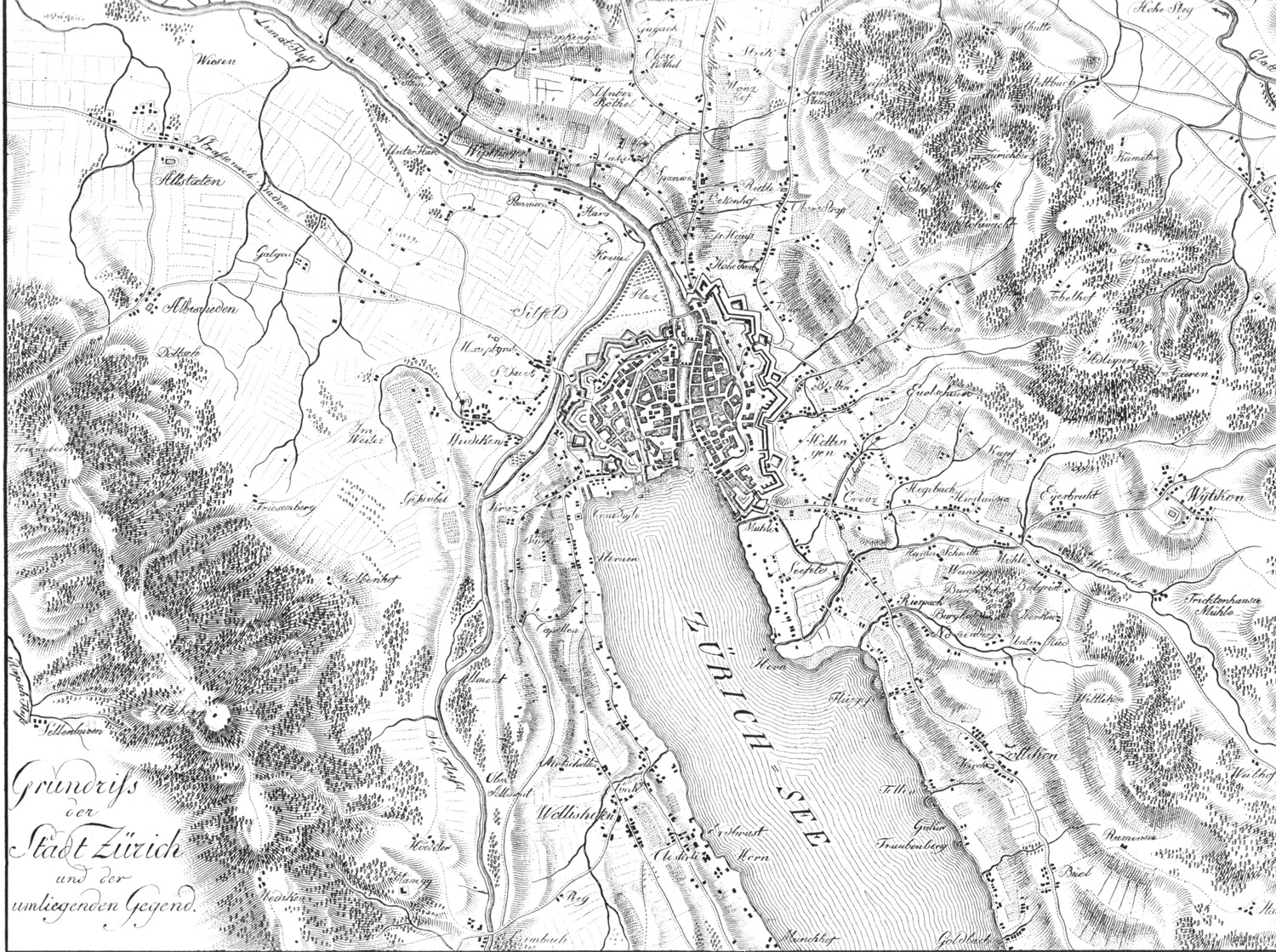
Karte von Zürich und Umgebung aus dem Jahr 1800

Eine selbständige Gemeinde wurde Aussersihl am 27. März 1787. Ein Jahr später wurde im Haus Zur roten Wand eine eigene Schule eingerichtet. 1790 wurde der Bölsterlihof, das heutige Schlachthofareal, eingemeindet.
Im Mai 1792 entstand im Kreuel ein militärisches Übungslager mit ca. 1500 Mann der Zürcher Miliztruppen. 1798 waren erstmals französische Truppen in Aussersihl. Ein Jahr danach, im Juni 1799, hielten sich während der Ersten Schlacht von Zürich Franzosen, Österreicher und Russen in Aussersihl auf. Stadtzürcher beobachteten die Angriffe der Franzosen auf die Österreicher und leisteten Opferhilfe. Ende August wurden die Österreichischen Verbände durch Russische ersetzt und die Zweite Schlacht von Zürich folgte, welche mit einer Niederlage für die Russen endete.
1810 fand am Hochgericht die letzte Hinrichtung eines Diebes am Galgen statt. Zehn Jahre später entstand gegenüber St. Jakob (beim Stauffacher) ein neuer Friedhof mit Bethaus und im Haus Feldegg bei der ehemaligen Hauptgrube wurde eine Tierarztschule gegründet. Am 17. August 1821 wurde das neue Gemeinde- und Schulhaus an der Zweier-/Badenerstrasse eingeweiht.
1844 erfuhr die Gemeinde Aussersihl eine zweijährige Hungersnot und es mussten Lebensmittel abgegeben werden. Ein Jahr später wurde die Spanisch-Brötlibahn, die erste Schweizer Eisenbahnstrecke, eröffnet. Damit begann die Teilung der Gemeinde in die heutigen Kreise 4 und 5. Neun Jahre später entstand eine weitere Bahnstrecke nach Oerlikon.
1867 erhielt Aussersihl eine eigene Sekundarschule und die hölzerne Sihlbrücke wurde durch eine steinerne ersetzt. Im gleichen Jahr brach im Niederdorf eine Cholera-Epidemie aus und griff auf Aussersihl über, worauf die sanitären Verhältnisse verbessert wurden.
Die heute noch vorhandenen Bauten der Kaserne und Zeughäuser wurden in den Jahren 1873–1875 erstellt. Im gleichen Jahr wurde die Gemeinde durch das «Rösslitram» vom Bahnhof bis zum Zentral-Friedhof erschlossen. 1975 hat das Stimmvolk der Verlegung von Kaserne und Waffenplatz ins Reppisch-Tal zugestimmt. Das kantonale Stimmvolk hat eine 1978 von der EVP lancierte Volksinitiative zum Abbruch der Kaserne und den Stallungen an der Gessnerallee mit 133'321 Ja- gegen 152'956 Stimmen abgelehnt. Auf dem Kasernenareal wäre ein Stadtpark für die Bevölkerung entstanden.
Seit 1989 gibt es die öffentliche Sekundarschule Kunst- und Sportschule Zürich.

### Stadtteil von Zürich

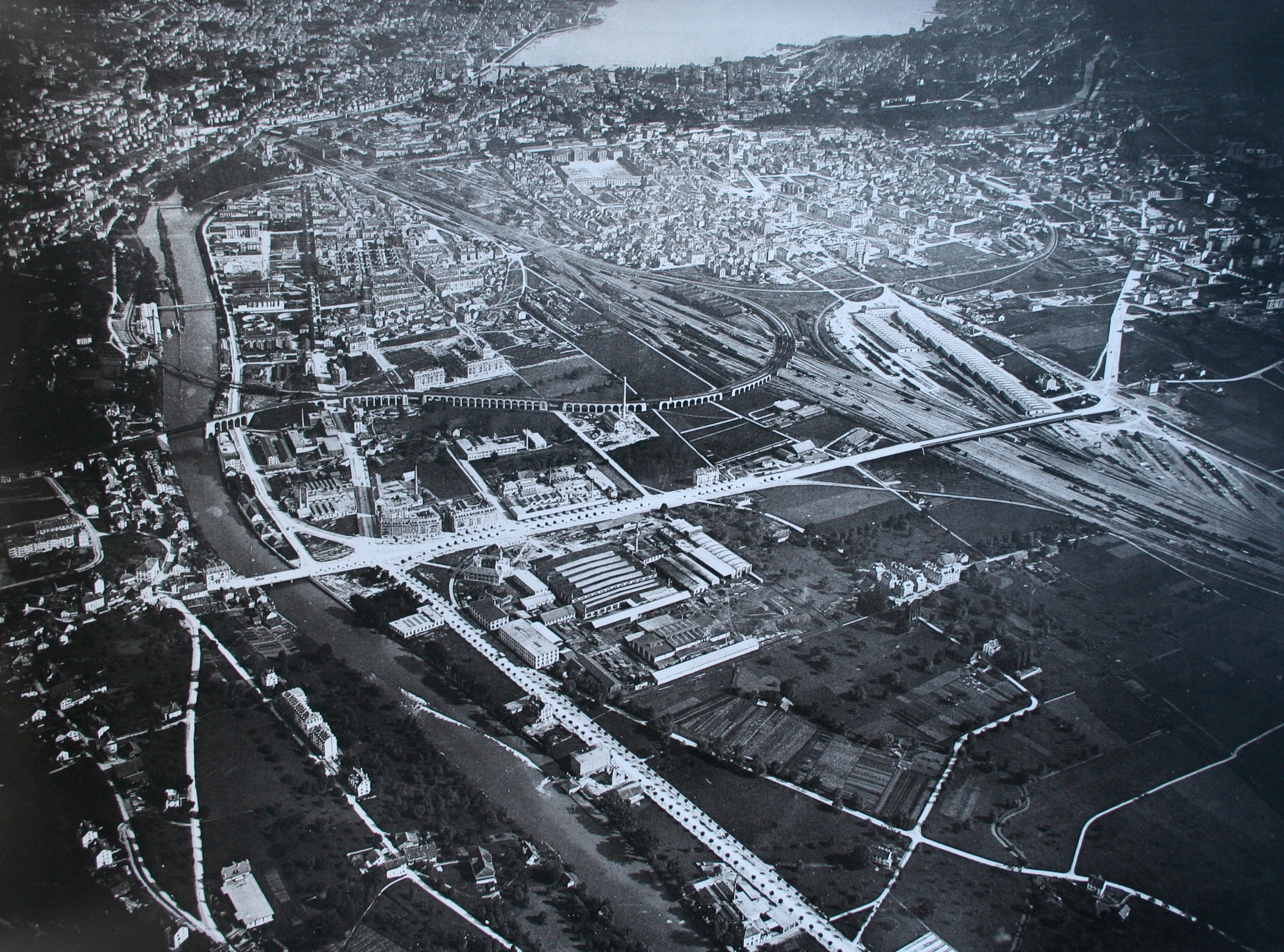
Zürich Richtung See von Nordwesten her, Eduard Spelterini 1904

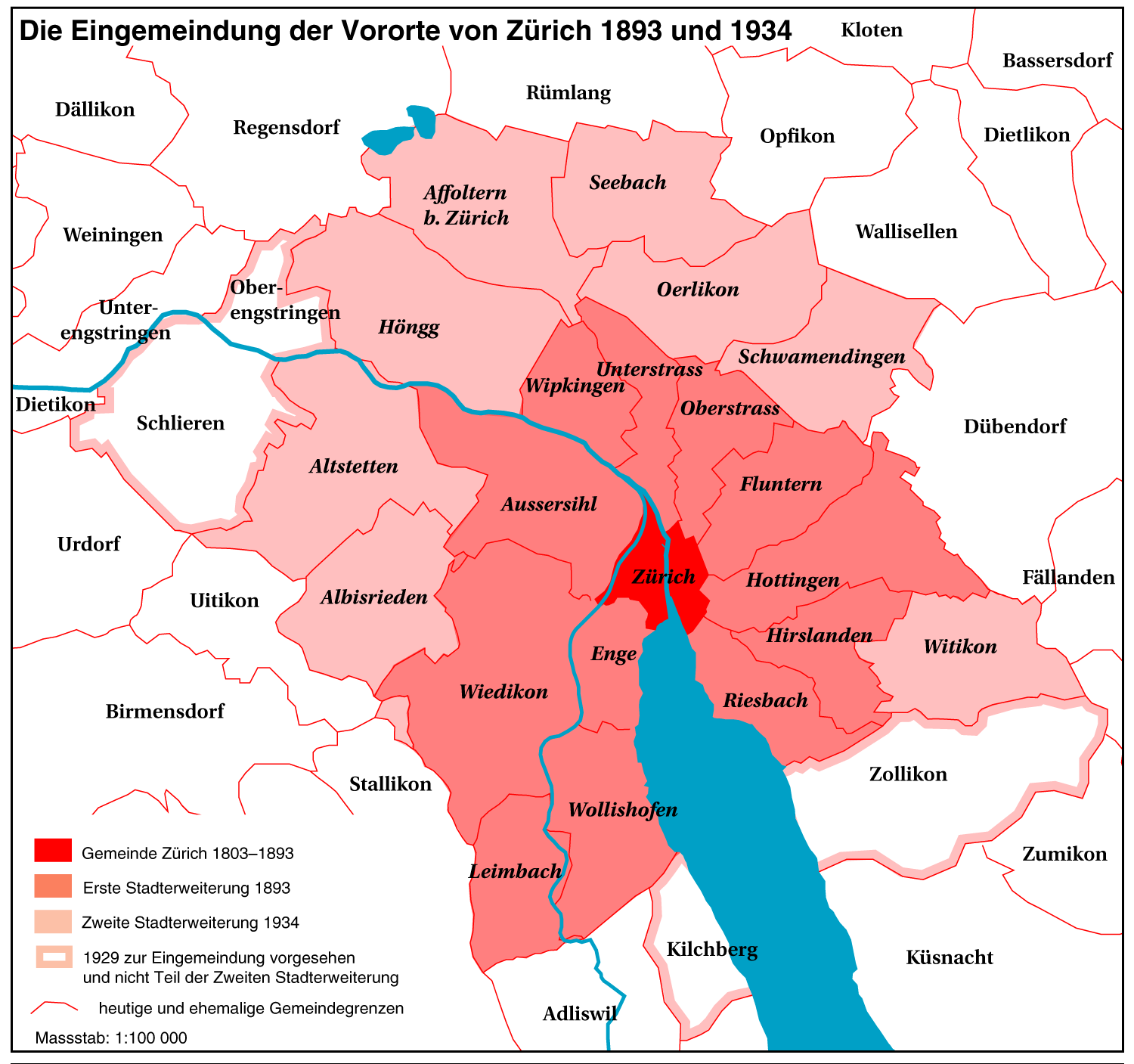
Die Eingemeindung der Zürcher Vororte 1894 und 1934

Bereits in den 1860er Jahren setzte eine starke Bevölkerungszunahme durch Zuwanderung ein, was die Gemeinde in finanzielle Schwierigkeiten brachte. Die schlechte wirtschaftliche Lage Ende des 19. Jahrhunderts zwang die Gemeinde Aussersihl 1891, die Stadt Zürich um Eingemeindung zu bitten. Dem stimmten die Aussersihler mit 4440 Ja gegen 43 Nein zu. Dabei hatte die Vorortsgemeinde nicht nur eine grössere Fläche, sondern auch mehr Einwohner als die damalige Stadt Zürich. Am 1. Januar 1893 wurde die Gemeinde in der Stadt Zürich eingemeindet. Neben Aussersihl wurden im gleichen Jahr zehn weitere selbständige Gemeinden Teil der Stadt Zürich. Die Stadt und die neuen elf Gemeinden wurden in fünf Stadtkreise (I bis V) eingeteilt. Aussersihl und das damals zugehörige Industriequartier wurden dem Stadtkreis III, Wiedikon, zugeschlagen, von dem sich die Gemeinde gut 100 Jahre zuvor abgespalten hatte.
Eine rege Bautätigkeit entwickelte sich zusammen mit dem Zuzug italienischer Bauarbeiter. Der 1877 für die Gemeinde Aussersihl errichtete Friedhof Sihlfeld wurde nach der Eingemeindung zum Centralfriedhof der Stadt Zürich ausgebaut. Während 90 Jahren wurde der Friedhof etappenweise erweitert. Nach Bestrebungen, den Friedhof ab den 1950er Jahren sektorenweise aufzuheben, stehen wesentliche Teile dieses grössten Friedhofs der Stadt Zürich unter Baudenkmalschutz.
1897 wurde der neue Güterbahnhof bezogen, ein Jahr später nahm die Industriebahn ihren Betrieb auf und die Hardbrücke wurde dem Verkehr übergeben. 1901 wurde die St. Jakobs Kirche, anstelle des Bethauses von 1820, und die kantonale Polizeikaserne bezogen. 1909 erfolgte die Eröffnung des Schlachthofes und ein Jahr später die des Volkshauses. Die SBB-Hauptwerkstätte nahm 1911 ihren Betrieb auf.
Die Einteilung der ursprünglichen fünf Stadtkreise wurde 1913 revidiert und es wurden durch die Dreiteilung des Stadtkreises III und die Zweiteilung des Stadtkreises V, neu acht Stadtkreise (1 bis 8) gebildet. Damit wurde die ehemalige Gemeinde Aussersihl zum heutigen Stadtkreis 4, während das bereits 1875 abgespaltene, aber bisher zu Aussersihl gehörende Industriequartier, zum Stadtkreis 5 wurde. Das Gebiet der ehemaligen Gemeinde Wiedikon wurde zum heutigen Stadtkreis 3. Die zweite Eingemeindung von 1934 hatte auf Aussersihl keinen Effekt, allerdings wurde bei einer weiteren Revision der Stadtkreise im Jahre 1971, unter anderem Aussersihl vom Statistischen Amt der Stadt Zürich, am Reissbrett in die drei Quartiere Werd, Hard und Langstrasse unterteilt, die fast ausschliesslich eine statistische Bedeutung haben.
Als Folge der Zürcher Jugendunruhen bildete sich in den 1980er Jahren aus Protest gegen die Immobilienspekulation ein Verein unabhängiges Aussersihl, der verschiedentlich mittels kantonaler und städtischer Einzelinitiativen versuchte, die Ausgemeindung von Aussersihl zu erreichen.

## Bevölkerung
Seit den 1860er Jahren erfuhr die Gemeinde Aussersihl eine starke Zuwanderung vor allem durch ausländische Arbeitskräfte, vor allem von Italienern, die im Bau und bei der Eisenbahn tätig waren. Um 1888 zählte Aussersihl ca. 20 000 Einwohner; bei der Eingemeindung 1893 zählte es mehr als die damalige Stadt Zürich.
Mitte der 1890er Jahre lebten in Zürich Aussersihl 6500 Menschen italienischer Staatsangehörigkeit. Vor dem Ersten Weltkrieg war der Kanton Zürich der ausländerreichste Kanton der Schweiz mit 18,6 % Ausländern auf die Gesamtbevölkerung; allein im Bezirk Zürich zählte man 32,2 % Ausländer; der Anteil im Aussersihl dürfte noch höher gewesen sein; Zahlen der mittlerweile zum Stadtteil gewordenen ehemaligen Gemeinde sind nicht bekannt.
Die italienische Emigration prägte das Quartier. 1901 wurde die erste Kapelle der Missione Cattolica eingeweiht, eine Gründung der Salesianer Don Boscos; das heutige Missionszentrum mit Kirche an der Feldstrasse zeugt von der seither ununterbrochenen Präsenz der Salesianer.
Die temperamentvolle Mentalität sowie die prekären Lebensverhältnisse der Arbeiter führten zu sozialen Spannungen und Auseinandersetzungen mit jungen Schweizern – den sogenannten «Italiener-Krawallen» von 1896.
Als in Italien Mussolini die Macht ergriff, führte dies zu einer neuen Emigrationswelle; diese sogenannte „antifaschistische Emigration“ machte sich im Kreis 4 besonders bemerkbar und entwickelte ihren wichtigsten Stützpunkt in den Lokalitäten der Genossenschaft Cooperativa italiana. Dieser Periode der Einwanderung hat die Stadt Zürich gedacht, indem sie 2008 einen Platz an der Langstrasse im Zentrum von Aussersihl «Piazza Cella» taufte, in Erinnerung an die Wirtin des Restaurants «Cooperativo».
Unter anderem durch das Angebot von relativ günstigen Wohnungen im heutigen Kreis 4 hat sich der hohe Ausländeranteil bis heute gehalten und liegt mit 41,5 % über dem Stadtzürcher Durchschnitt von 30,5 % (Ende 2010).
| Bevölkerung 2007 | Bevölkerung 2007 | Schweizer | Schweizer | Schweizer | Ausländer | Ausländer | Ausländer | Ausländer |
| Quartier         | Einwohner        | Frauen    | Männer    | Total     | Frauen    | Männer    | Total     | Anteil %  |
| ---------------- | ---------------- | --------- | --------- | --------- | --------- | --------- | --------- | --------- |
| Werd             | 3'865            | 1'274     | 1'312     | 2'586     | 544       | 735       | 1'279     | 31,0 %    |
| Langstrasse      | 10'332           | 2'659     | 3'452     | 6'111     | 1'770     | 2'451     | 4'221     | 40,9 %    |
| Hard             | 12'508           | 3'610     | 3'315     | 6'925     | 2'554     | 3'029     | 5'583     | 44,6 %    |
| Total Kreis 4    | 26'705           | 7'543     | 8'079     | 15'622    | 4'868     | 6'215     | 11'083    | 41,5 %    |

In den letzten Jahren zog der günstige Wohnraum und die multikulturelle Vielfalt in den Quartieren vermehrt Studenten, junge Akademiker, Künstler und Galerien an, was den Kreis 4, zusammen mit den Aufwertungsprojekten der Stadt, zunehmend auch für andere Bevölkerungsschichten attraktiver macht. Mit der zunehmenden Beliebtheit stiegen auch die Mieten. Auch ist der Ausländeranteil von 43,6 % im 2002 auf 36,9 % (2024) gesunken.

## Bevölkerungsentwicklung des Stadtkreises
Quelle: Statistik & Daten: Aussersihl

## Politik

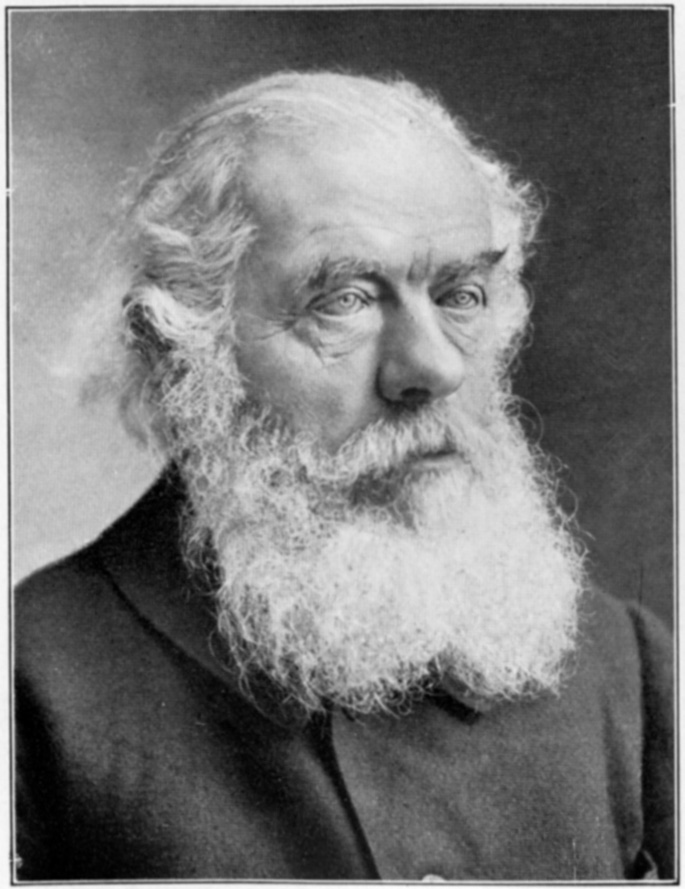
Herman Greulich (Porträt um 1914)

### Von der Arbeiterbewegung in den Bundesrat
Bereits 1845 gründete der damalige Lehrer Johann Jakob Treichler den gegenseitigen Hülfs- und Bildungsverein mit dem Ziel sich mit den sozialistischen Ideen bekannt zu machen und die immer grösser werdende Not der Arbeiterklasse zu steuern. Am 23. November 1851 wurde der bekennende Sozialist Karl Bürkli in den Grossen Rat der damals noch unabhängigen Gemeinde Aussersihl gewählt.
Nach der Eingemeindung von Aussersihl bestanden zu Beginn unüberbrückbare Gegensätze zwischen den Liberalen und den Demokraten, die stark mit der Arbeiterschaft verbunden waren. Mit zunehmendem Wohlstand der Demokraten vermischten sich auch deren Interessen mit denen der Liberalen. Der Einfluss der Demokraten bei der Arbeiterschaft, die sich stärker den sozialistischen Ideen zuwendeten, sank. 1893 vereinigten sich die Sozialdemokraten (1877) und Grütlianer (1848) und erhielten 1892 bei der Wahl des Grossen Stadtrates (heute Gemeinderat) acht Vertreter zugebilligt, während die Demokraten mit sechzehn und die Freisinnigen mit sieben in den Rat einzogen.
Ab dem 1. April 1898 wurde für die Arbeiterbewegung die Arbeiterzeitung Volksrecht (später DAZ) herausgegeben. Vier Jahre später, im Frühling 1902, standen die Sozialdemokraten dem geeinigten Bürgertum gegenüber. Aus Protest gegen die Benachteiligungen gegenüber den anderen Stadtkreisen beanspruchten die Sozialdemokraten sämtliche 27 Kantonsratssitze des Wahlkreises III, welche sie am Abend des 27. April 1902 auch bekamen. Ein historischer Moment: Aussersihl wurde rot. Gewählt wurden unter anderem Friedrich Erismann, Herman Greulich, Pfarrer Paul Pflüger und Sekundarlehrer Robert Seidel.
Die Bürgerlichen fochten die Wahlen an. Am 18. August 1902 kassierte der Kantonsrat mit 174 zu 14 Stimmen die Wahlen im Kreis III, was überall zu Protesten führte. Allein auf der Rotwandwiese protestierten über 5000 Arbeiter gegen die Kassation. An einem Zweiten Wahlgang am 31. August wurden alle 27 Sozialdemokraten mit noch besseren Resultaten gewählt. Bei den Gesamterneuerungswahlen von 1931 festigte das rote Zürich seine Stellung und 1933 erhielt die Sozialdemokratische Partei im Kreis 4 einen Wähleranteil 61 %.
Am 15. Dezember 1943 wählte die Vereinigte Bundesversammlung mit 122 Stimmen den Aussersihler Ernst Nobs zum ersten sozialdemokratischen Bundesrat der schweizerischen Geschichte. Einen weiteren SP Bundesrat stellte der Kreis 4 am 17. Dezember 1959 mit Willy Spühler.

### Politisches Kräfteverhältnis heute
Zusammen mit dem Kreis 5 bildet der Kreis 4 bei den Gemeinderats- und den Kantonsratswahlen einen Wahlkreis.
Bis heute ist die Sozialdemokratische Partei mit 36,3 % Wähleranteil stärkste Partei im Wahlkreis. Zusammen mit den Grünen (14,3 %) und der Alternativen Liste (16,3 %) halten die linken Parteien eine Mehrheit von über 65 % Wähleranteil – über 13 % mehr als in der gesamten Stadt Zürich.
|      | Gemeinderatswahlen: Parteistärke in % | Gemeinderatswahlen: Parteistärke in % | Gemeinderatswahlen: Parteistärke in % | Gemeinderatswahlen: Parteistärke in % | Gemeinderatswahlen: Parteistärke in % | Gemeinderatswahlen: Parteistärke in % | Gemeinderatswahlen: Parteistärke in % | Gemeinderatswahlen: Parteistärke in % | Gemeinderatswahlen: Parteistärke in % | Gemeinderatswahlen: Parteistärke in % |
|      | Wahlkreis                             | SP                                    | SVP                                   | FDP                                   | CVP                                   | Grüne                                 | GLP                                   | AL                                    | PDA                                   | Andere                                |
| ---- | ------------------------------------- | ------------------------------------- | ------------------------------------- | ------------------------------------- | ------------------------------------- | ------------------------------------- | ------------------------------------- | ------------------------------------- | ------------------------------------- | ------------------------------------- |
| 2022 | Kreis 4+5                             | 33.9                                  | 6.3                                   | 10.9                                  | 2.1                                   | 17.0                                  | 14.7                                  | 12.5                                  |                                       | 0.9                                   |
| 2022 | Ganze Stadt                           | 28.2                                  | 11.5                                  | 17.5                                  | 4.4                                   | 14.1                                  | 13.0                                  | 6.4                                   |                                       | 2.8                                   |
| 2018 | Kreis 4+5                             | 36.3                                  | 6.1                                   | 10.2                                  | 1.8                                   | 14.3                                  | 12.1                                  | 16.3                                  | 1.8                                   | 1.1                                   |
| 2018 | Ganze Stadt                           | 32.2                                  | 12.9                                  | 16.2                                  | 3.7                                   | 12.0                                  | 10.5                                  | 7.9                                   | 0.8                                   | 3.8                                   |

### Gewerkschaften
Nicht nur Parteien sind politisch von Bedeutung, sondern auch Gewerkschaften üben Einfluss aus und haben ihre Zentralen im Kreis 4:
- Comedia, Regionalsekretariat
- Gewerkschaft Kommunikation, Regionalsekretariat
- Gewerkschaft des Verkehrspersonals (SEV), Regionalsekretariat
- Unia, Regionalsekretariat
- Schweizerischer Verband des Personals öffentlicher Dienste (VPOD), Zentralsekretariat
- Gewerkschaftsbund des Kantons Zürich, Zentralsekretariat

## Soziale Situation

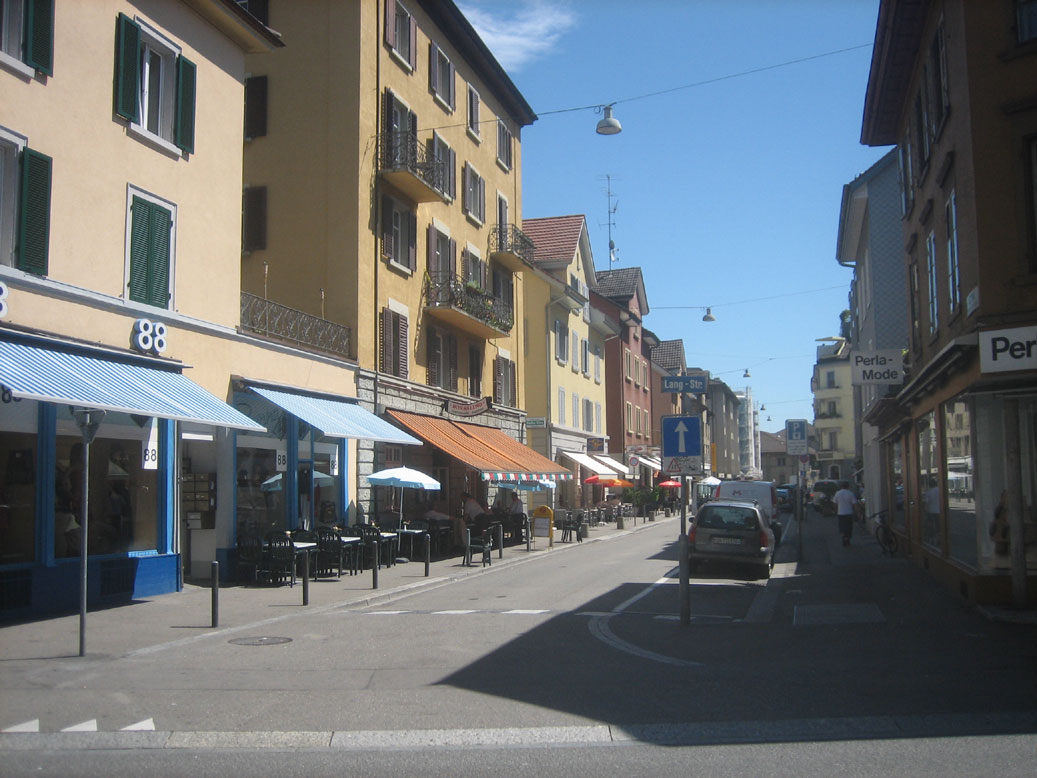
Langstrasse Ecke Brauerstrasse

Schon seit je her war das Gebiet Aussersihl ein Ort, wohin die Stadt Zürich unangenehme Dinge auslagerte. Das Siechenhaus und das spätere Pfrundhaus, der Hinrichtungsplatz, der Galgenhügel und Abfall und Abwasser wurden in Aussersihl genauso entsorgt wie die Tierkadaver. Später kamen hierher die Fremdarbeiter, das Rotlichtmilieu und Randständige, die den Kreis bis heute prägen. Noch heute müssen sich die Bewohner des Kreises mit gesellschaftlichen und Bevölkerungsproblemen auseinandersetzen, die anderswo in der Stadt keinen Platz finden.

### Rotlicht- und Drogenmilieu
Das heute massgeblich für den schlechten Ruf verantwortliche Drogen- und Rotlichtmilieu konzentriert sich auf einen Teil der Langstrasse zwischen Hohlstrasse und der Grenze zum Kreis 5 bei der Bahnunterführung bzw. der Militärstrasse. Das Dreieck, das die Brauer-, Hohl- und Langstrasse bilden, wird im Volksmund auch Bermudadreieck genannt. Sowohl direkt an der Langstrasse wie auch in den Nebenstrassen finden sich Bars, Cabarets, Bordelle und Prostituierte, die auf der Strasse anschaffen.

### DerChreis Cheibim Wandel
Der Übername Chreis Cheib bezieht sich auf den schlechten Ruf, den regen Betrieb bzw. das Nachtleben im Kreis 4 und wird von den Einwohnern selbst teilweise mit Stolz verwendet bzw. hinausgetragen.
Um den vor allem durch das Drogen- und Rotlichtmilieu verursachten Problemen im Kreis 4 aktiv zu begegnen, bewilligte der Stadtrat am 14. März 2001 das umfassende Projekt «Langstrasse PLUS», das vor allem eine Verbesserung der öffentlichen Ordnung und Sicherheit erreichen soll. In verschiedenen Abschnitten widmen sich die Projektverantwortlichen seither dem Quartier und konnten auch schon einzelne Erfolge verzeichnen. Während an der Bäckeranlage früher beispielsweise mehr Randständige als Anwohner zu finden waren, wird die Grünanlage heutzutage wieder von Familien, jungen Menschen und Besuchern genutzt.
Neben sozialen Projekten wird der Kreis 4 auch städtebaulich aufgewertet. So wurden beispielsweise die Bäckerstrasse, Teile der Brauerstrasse und der Hohlstrasse saniert und mit Bäumen verschönert. 2016–2019 wurde das Amtshaus an Helvetiaplatz und Molkenstrasse saniert. Nach der Eröffnung der Westumfahrung 2008 sind im Rahmen der FlaMa (Flankierende Massnahmen) weitere Verkehrsberuhigungen im Kreis 4 geplant.
Die Massnahmen der Stadt unterstützen einen Wandel, der schon damit eingesetzt hat, indem vermehrt Studenten, Künstler und junge Akademiker den Kreis 4 als Wohnort entdeckt haben. Neue Cafés, Bars, Restaurants und Clubs sind entstanden, was den Kreis 4 wiederum für weitere Bevölkerungsschichten attraktiver macht. Die Entwicklung führt dazu, dass bisherige Etablissements verdrängt werden und sich eine bessere Durchmischung der Bevölkerung einzustellen scheint. Private Liegenschaftsbesitzer bzw. -verwalter ziehen mit, sanieren ihre Liegenschaften und vermieten diese nicht mehr an das Milieu.

### Kontroverse um das Bauprojekt „Seebahn-Höfe“ bzw. „Seebahnhöfe“
Das Bauprojekt „Seebahn-Höfe“ oder „Seebahnhöfe“ an der Seebahnstrasse wurde als Immobilienprojekt der Baugenossenschaften ABZ und BEP in der Jahrtausendwende des 21. Jahrhunderts ins Leben gerufen. Das Immobilienprojekt sieht vor, die bestehenden Blockrandbebauungen Siedlung Kanzlei (ABZ) und Kolonie Seebahn abzubrechen und durch Neubauten zu ersetzen. Die Genossenschaften werden dabei durch den Zürcher Stadtrat unterstützt. In Folge wurden die bestehenden Bauten im August 2016 aus dem "Inventar schützenswerte Bauten" der Stadt Zürich entlassen. Gegen den Neubau, formiert sich seit Projektbeginn Widerstand von verschiedenster Seite. So setzt sich insbesondere der Stadtzürcher Heimatschutz für den Erhalt der Wohnsiedlungen an der Seebahnstrasse ein. Seit dem Herbst 2024 unterstützt auch die Interessengemeinschaft „IG Seebahnhöfe retten“ den Erhalt der Genossenschaftsbauten aus der Zeit des Roten Zürich.
Für den Erhalt der Genossenschaftsbauten wurde durch die "IG Seebahnhöfe retten"das Volksreferendum gegen den privaten Gestaltungsplan ergriffen. Gemäss Medienmitteilung des Stadtzürcher Stadtrats am 9. Juli 2025 ist das Volksreferendum ist mit der nötigen Anzahl gültiger Unterschriften zustande gekommen.
Eine ähnliche Kontroverse um Zerstörung durch Abriss gab es bereits um die in unmittelbarer Nachbarschaft gelegene Wohnsiedlung Erismannhof. 1971 erwägte der Stadtzürcher Stadtrat den Abbruch der Liegenschaft zugunsten eines Neubaus. Durch Interventionen von Mitgliedern des Gemeinderats wurde die Siedlung schlussendlich erhalten und sanft saniert. Seit 1991 ist die Siedlung unter Schutz gestellt. Die Kontroverse erinnert ebenfalls an andere Siedlungen in der Stadt Zürich, welche durch sog. Ersatzneubauten hätten abgebrochen werden sollen und schlussendlich wegen dem Widerstand von unterschiedlichen Interessengruppen erhalten blieben. So. z. B.:
- die städtische Wohnsiedlung Nordstrasse(genannt Schindelhäuser) in Wipkingen,
- die städtische Wohnsiedlung Riedtli in Oberstrass,
- die Genossenschaft Dreieck[28] in Wiedikon und
- die Gartenstadt der Familienheim-Genossenschaft Zürich in Friesenberg.

Für den Erhalt der Siedlungen Nordstrasse und Riedtli und deren Sanierung war die Kehrtwende in der Politik der ehemaligen Stadträtin und Vorsteherin des Hochbaudepartement Ursula Koch wegweisend. (Siehe oben genannte Doktorarbeit von Thomas Stahel)
Presseschau (Weblinks Onlinemedien)
- Redaktion Tagesanzeiger: Wohnungen ohne Luxus. In: Tages-Anzeiger. 15. Dezember 2011
- Tina Fassbind: «Wir sind eigentlich viel zu spät dran mit dem Bauprojekt» In: Tages-Anzeiger. 20. März 2012
- Denise Marquard: Kronzeugen der Arbeiterbewegung sind vom Abbruch bedroht. In: Tages-Anzeiger. 26. Mai 2012
- Urs Steiner: Städtebau im «roten Zürich»In: Neue Zürcher Zeitung. 31. Dezember 2012
- Jürg Rohrer: Geschützte Baudenkmäler sollen abgerissen werden. In: Tages-Anzeiger. 16. April 2016
- Andreas Herzog: Zwei Höfe ersetzen. In: Hochparterre. 19. März 2015
- Dorothee Vögeli: Ein Zürcher Wohnkoloss ist am Ende seiner Geschichte angelangt, nun hofft das einstige Arbeiterviertel auf eine «grüne» Zukunft. In: In: Neue Zürcher Zeitung. 9. August 2019
- Michael von Ledebur: Bereits seit eineinhalb Jahrzehnten planen zwei Baugenossenschaften eine neue Grossüberbauung in Zürich. Doch die Pläne verkommen zur Makulatur. In: Neue Zürcher Zeitung. 8. Juni 2022
- Michael von Ledebur: Wende beim Lärmschutz: fünf Orte, an denen in der Stadt Zürich künftig Wohnungen gebaut werden könnten. In: Neue Zürcher Zeitung. 20. Dezember 2022
- Frank Peter Jäger: Aus der Zeit gefallen. Der Abriss denkmalgeschützter Kleinwohnungen in Zürich zugunsten von mehr und besseren Wohnungen steht für einen Zielkonflikt der Stadtentwicklung wie der Fortentwicklung der Genossenschaften. In: Bauwelt. Februar 2024
- Michael von Ledebur: Jahrelang kämpfte der Zürcher Stadtrat in Bern für mehr Wohnungen an lauten Lagen. Jetzt macht er plötzlich einen Rückzieher. Warum? In: Neue Zürcher Zeitung. 4. Juni 2024
- Nina Graf: Studierende in der Seebahn-Kolonie: Der Letzte macht das Licht aus.In: Tsüri. 23. Oktober 2024
- Isabel Brun: Aufstocken statt abreissen: Gruppe will Seebahn-Kolonien retten. In: Tsüri. 20. Dezember 2024
- Redaktion Hochparterre: Seebahnhöfe retten. In: Hochparterre. 28. Januar 2025
- David Hunziker: Wohnpolitik: Wo, wo … Umbaurevolution? In: WOZ Die Wochenzeitung. Nr. 16, 17. April 2025
- Patrice Siegrist: «Klatsche ins Gesicht»: Schlagabtausch um grosses Genossenschaftsprojekt im Kreis 4. In: Tages-Anzeiger. 9. April 2025
- Isabel Heusser: «Eine Schneise der Zerstörung» – «Warum seid ihr gegen Wohnungen?» – Die Linken in der Stadt Zürich streiten über zwei Neubauten von Genossenschaften. In: Neue Zürcher Zeitung. 9. April 2025
- Redaktion Watson: Opfert Zürich Geschichte für Wohnraum? Heimatschutz schlägt Alarm. In: Watson. 11. April 2025
- Jan Strobel: Weitere Zuspitzung im Kampf um die Seebahnhöfe. In: Tagblatt der Stadt Zürich. E-Paper. 11. Juni 2025, S. 4
- Lorenzo Pedro: Zürcher Stimmvolk entscheidet über «Seebahn-Höfe». In: Tages-Anzeiger, 9. Juli 2025
- Daniel Krähenbühl: Die Stadt Zürich stimmt über Wohnraum für rund 1000 Personen ab. In: 20 Minuten, 10. Juli 2025
- Marcel Bächtiger: Referendum für den Erhalt der Seebahnhöfe zustande gekommen. In: Hochparterre, 10. Juli 2025

- Georg Harbusch:  Seebahnhöfe in Zürich: Warum zwei Schweizer Genossenschaften in die Kritik geraten sind. In.: Baunetz, 24. Juli 2025

## Bauten

### Kirchen und Gotteshäuser

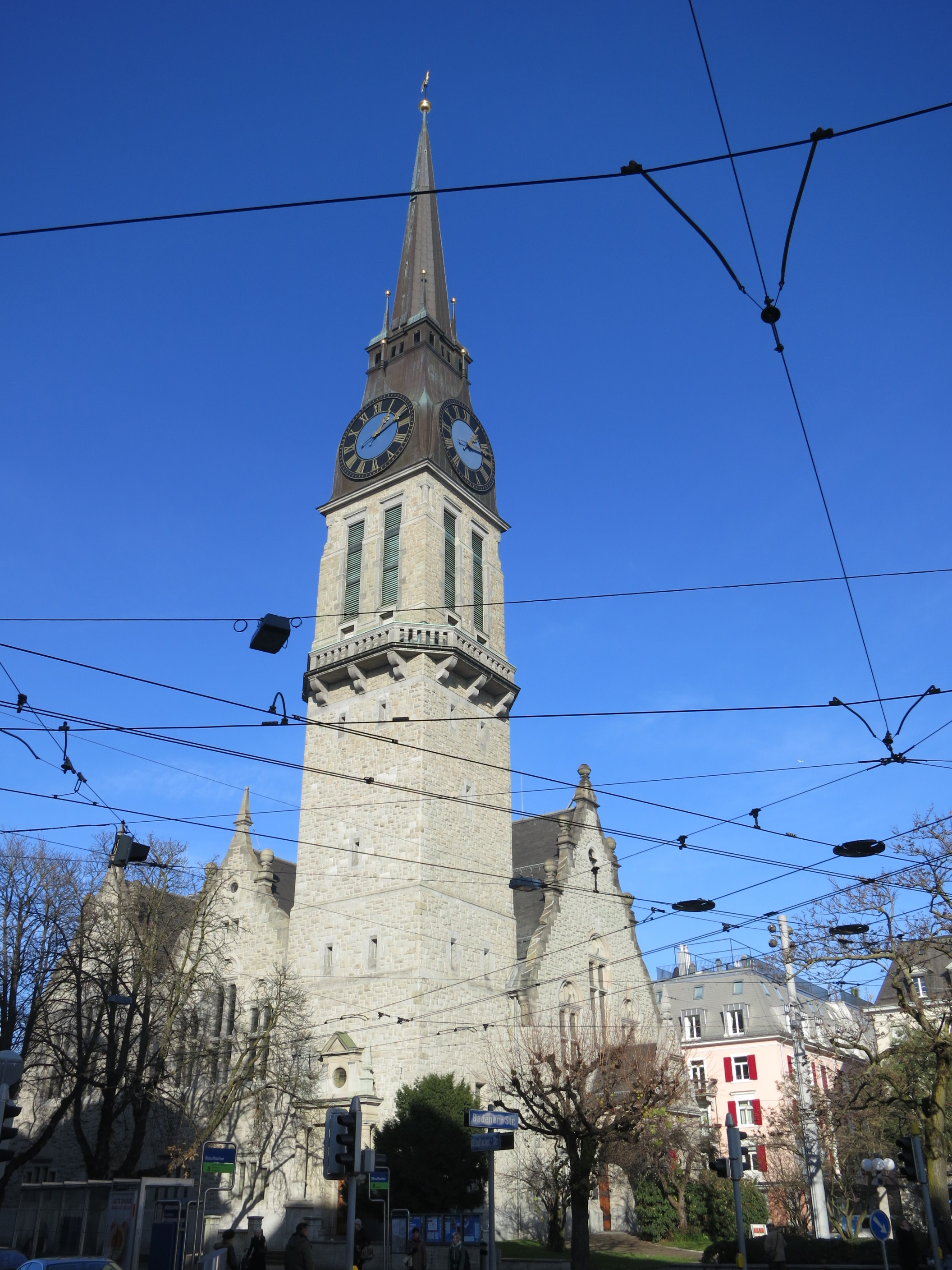
St. Jakobskirche beim Stauffacher

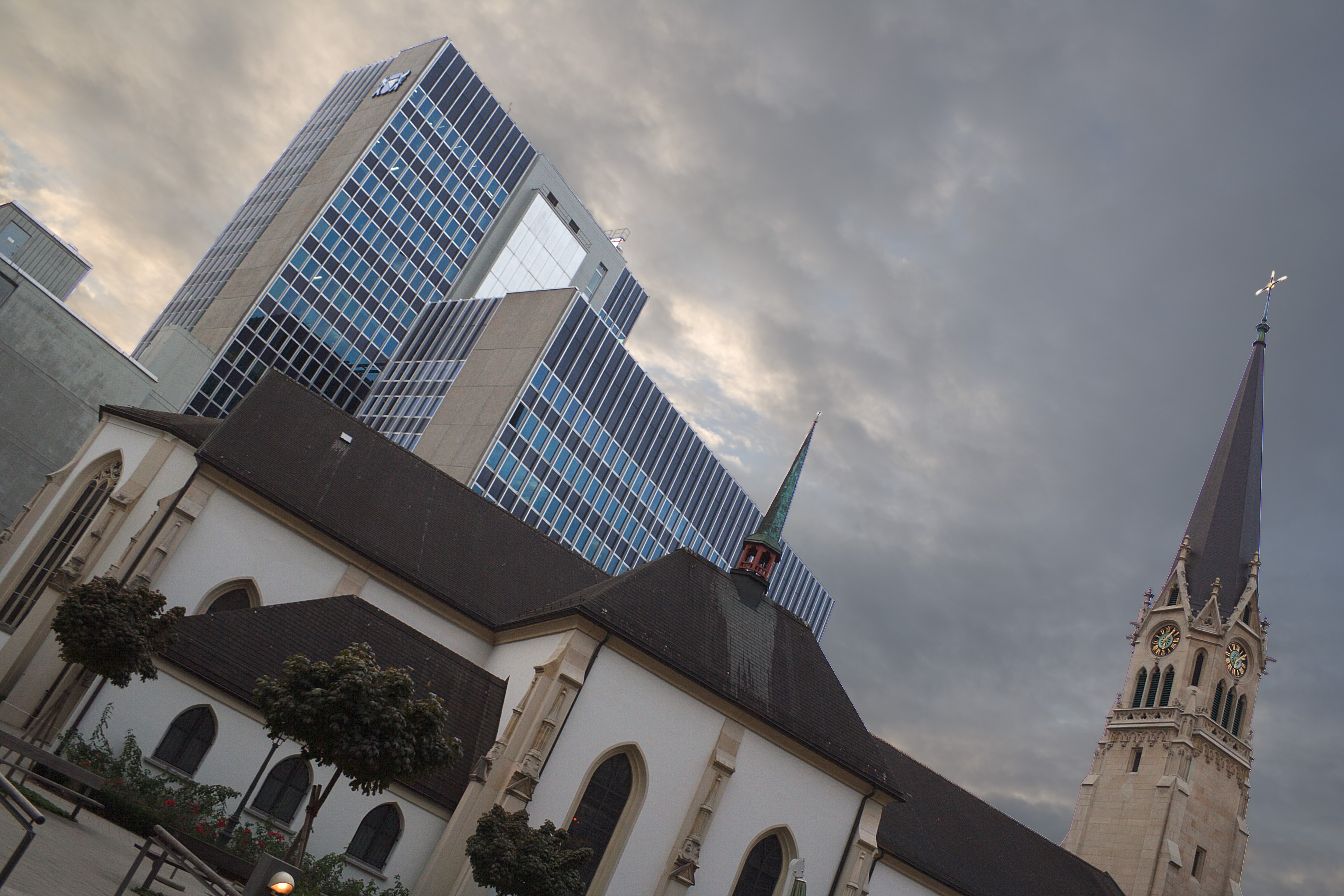
Kirche St. Peter und Paul mit Werdhochhaus im Hintergrund

Im Stadtkreis Aussersihl (inklusive Quartiere Werd und Hard) gibt es folgende christliche Kirchen und Gotteshäuser:
Die evangelisch-reformierte Kirche besitzt zwei Gotteshäuser:
- Die Kirche St. Jakob beim Stauffacher wurde in den Jahren 1899–1901 nach Plänen der Architekten Johannes Vollmer und Heinrich Jassoy, Berlin erbaut. Die im deutschen Neurenaissance-Stil erbaute Kirche besitzt einen 86 Meter hohen Turm und wurde bei der Innenrenovation in den Jahren 2003–2004 wieder dem ursprünglichen Zustand angeglichen.[30]
- Die Bullingerkirche im Quartier Hard wurde im Jahr 1956 erbaut und ergänzt das bereits seit 1925/1930 bestehende Gebäudeensemble von Kirchgemeindehaus und zwei Pfarrhäusern. Der frei stehende Glockenturm besitzt nach der Pauluskirche im Quartier Unterstrass das zweitmächtigste Geläute der Stadt Zürich mit einem Gesamtgewicht von 12'446 kg. Mit ihrem Namen erinnert sie an den Nachfolger von Huldrych Zwingli, den Reformator Heinrich Bullinger.

Die römisch-katholische Kirche ist in Aussersihl mit zwei Kirchgemeinden und einer Personalpfarrei für die italienischsprachigen Einwanderer vertreten:
- St. Peter und Paul beim Stauffacher ist die erste römisch-katholische Kirche, die nach der Reformation und der Trennung von der christkatholischen Kirche auf Zürcher Grund erbaut wurde. In den Jahren 1873–1874 als Armeleutekirche von Aussersihl mit wenig finanziellen Mitteln für die nach Zürich ziehenden Katholiken errichtet, erhielt sie im Jahr 1896 ihren 60 Meter hohen neogotischen Turm nach Plänen der Architekten Alfred Chiodera und Theophil Tschudy. In den Jahren 1979–1981 wurde an die Kirche nach Plänen des Architekten Walter Rieger neben einer grösseren Sakristei auch die St. Anna-Kapelle angebaut, die mit ihrem Namen an den ersten Gottesdienstort der römisch-katholischen Zürcher erinnert.
- Die Kirche St. Felix und Regula im Quartier Hard wurde in den Jahren 1949–1950 vom Architekten Fritz Metzger erbaut. Sie ist den Stadtpatronen Zürichs St. Felix und Regula geweiht und gilt als architektonisch zukunftsweisende Kirche.[31] Die Kirche weist keinen Längsgrundriss mehr auf, sondern ist in der Form eines Querovals erbaut. Die Pfeiler in der Kirche erinnern an das Zelt Gottes und die Strukturierung der Wände mit Bausteinen erinnert daran, dass die Kirchgemeinde aus lebendigen Steinen besteht. Im Jahr 2012 wurde die Kirche mit Hilfe des Baudenkmalamts in den ursprünglichen Bauzustand zurückgeführt.
- Die Kirche Don Bosco befindet sich an der Ecke Hohl-/Feldstrasse und wurde im Jahr 1951 nach den Plänen von Attilio Callegari erbaut. Sie ersetzte eine Vorgängerkirche aus dem Jahr 1902. Die Kirche Don Bosco wird von der Mission Cattolica di Lingua Italiana betrieben, welche eine Personalpfarrei des Bistums Chur unter der Leitung der Salesianer Don Boscos darstellt.

Die serbisch-orthodoxe Kirche besitzt an der Elisabethenstrasse die Kirche Heilige Dreifaltigkeit, welche in den Jahren 1911–1912 nach Plänen von Louis Hauser Binder für die christkatholische Kirche erbaut wurde. Die Kirche ist in die Blockrandbebauung im Quartier integriert und ragt mit dem Kirchenschiff in den Hinterhof des Gebäudekomplexes. Im Jahr 1994 hat diese die Kirche an die serbisch-orthodoxe Kirche übergeben.
Die Heilsarmee ist mit der Gemeinde Zürich-Zentral an der Ankerstrasse vertreten. Der Architekt Otto Streicher erbaute das Saal- und Wohngebäude in den Jahren 1927–1928.
Die methodistische Kirche betreibt an der Ecke Stauffacher-/Rotwandstrasse ein Wohn- und Versammlungshaus aus dem Jahr 1909–1910, das nach Plänen des Architekten Albert Brändli erbaut wurde. Heute versammeln sich im Saal der methodistischen Kirche auch die Igreja Evangelica Metodista und die Comunidade Brasileira Zürich.

### Ehemalige Kaserne
In Aussersihl liegt die ehemalige Kaserne des Kantons Zürich mit den zugehörigen einstigen Zeughäusern, Stallungen und der Exerzierwiese. Die Bauten wurden zwischen 1865 und 1875 nach den Plänen des damaligen Staatsbauinspektors Johann Caspar Wolff und dessen Nachfolgers Johann Jakob Müller errichtet. Laut der Reihe Baukultur in Zürich hat sie «im Rahmen des historistischen Zürich […] eine gleich wahrzeichenhaftige Bedeutung wie der Hauptbahnhof und das Polytechnikum».
Seit das Militär 1987 ins Reppischtal umgezogen ist, wurden und werden die Bauten und das Gelände für verschiedene Nutzungen gebraucht, siehe den Artikel Kasernenareal (Zürich).

### Hochhäuser
Mit dem Lochergut und den Hardhochhäusern finden sich auch frühe Wohnhochhäuser von Zürich in diesem Kreis.

### Sozialwohnungsbau der Zwischenkriegszeit (Rotes Zürich)
Das Quartier Aussersihl ist relevant für die Anzahl der Städtischen und Genossenschaftlichen Sozialwohnungsbauten der Zwischen- und Nachkriegszeit. Das Städtische Quartiergebiet Hard, in dem sich die Genossenschaftsbauten befinden, wird im Bundesinventar der schützenswerten Ortsbilder (ISOS) mit der Erhaltensstufe A klassifiziert. Das Quartiergebiet wird 2014 in der Ortsbildaufnahme folgendermassen beschrieben:
Hard, Quartierbereich zwischen Seebahneinschnitt und Hardau: geschlossene Bebauungsstruktur geprägt durch die in der Diagonale verlaufende Sihlfeldstrasse, dem ehem. sogenannten Schrägweg; die meisten Strassen mit Alleen; grosszügige, einheitliche Hofrandbebauungen wie Erismann- und Bullingerhof; Kindergärten und Spielwiesen in den Höfen, 1920/30er-Jahre; mehrheitlich erstellt durch die Stadt und Baugenossenschaften, eindrückliche Beispiele für die städt. Massnahmen gegen die Wohnungsnot der Zwischenkriegsjahre.
Im Zusammenhang mit der Erneuerung  zweier Genossenschaftssiedlungen ist eine noch andauernde Kontroverse über Erhalt und Abriss entstanden, welche an frühere Kontroversen um Wohnbauprojekte in der Stadt Zürich erinnert (Stand Juli 2025). Dokumentiert wird dies durch die überaus zahlreiche Pressemitteilungen zum Thema. (s.O. Kontroverse um das Bauprojekt „Seebahn-Höfe“ bzw. „Seebahnhöfe“)

## Bilder

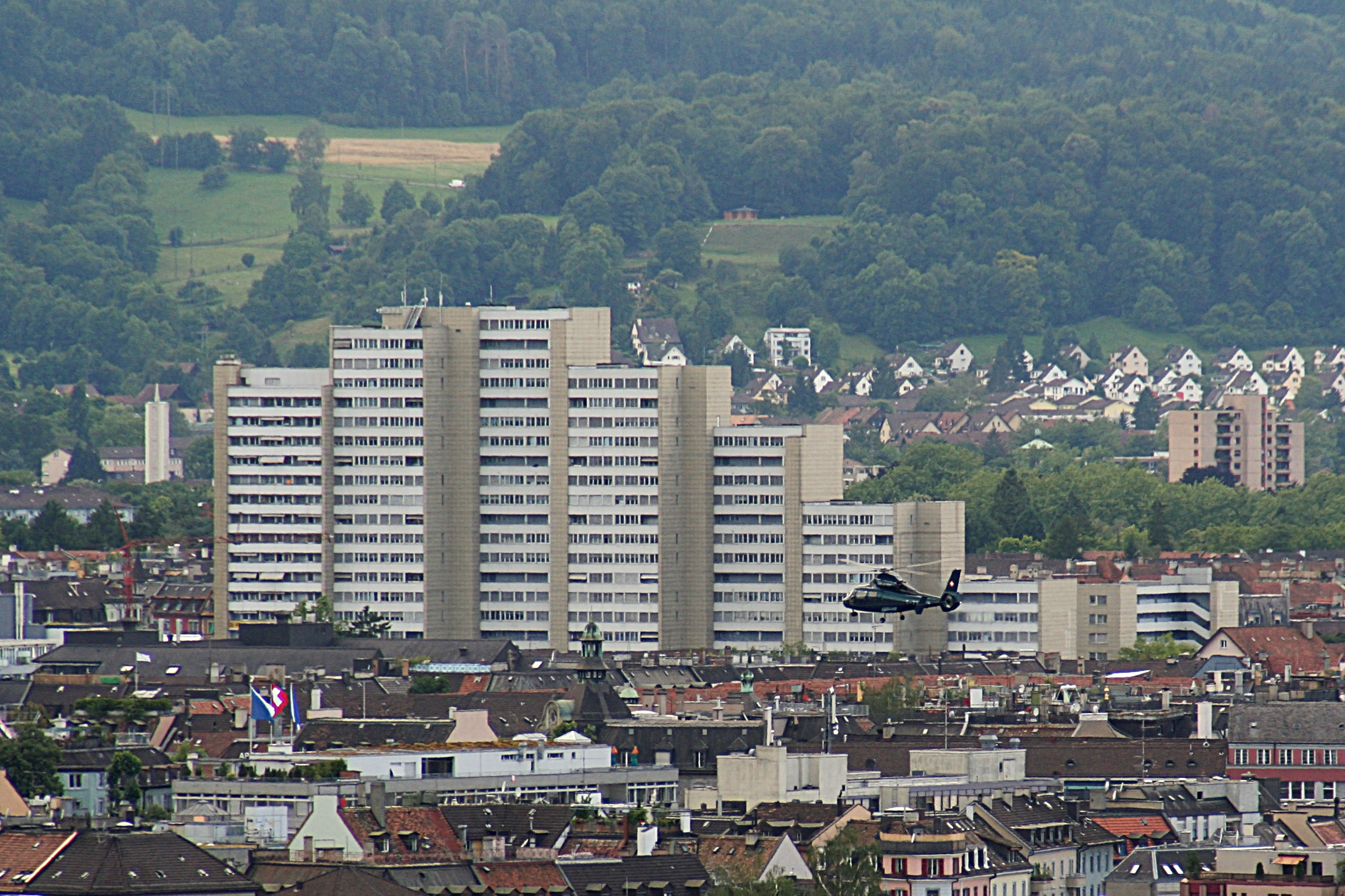
Lochergut Überbauung
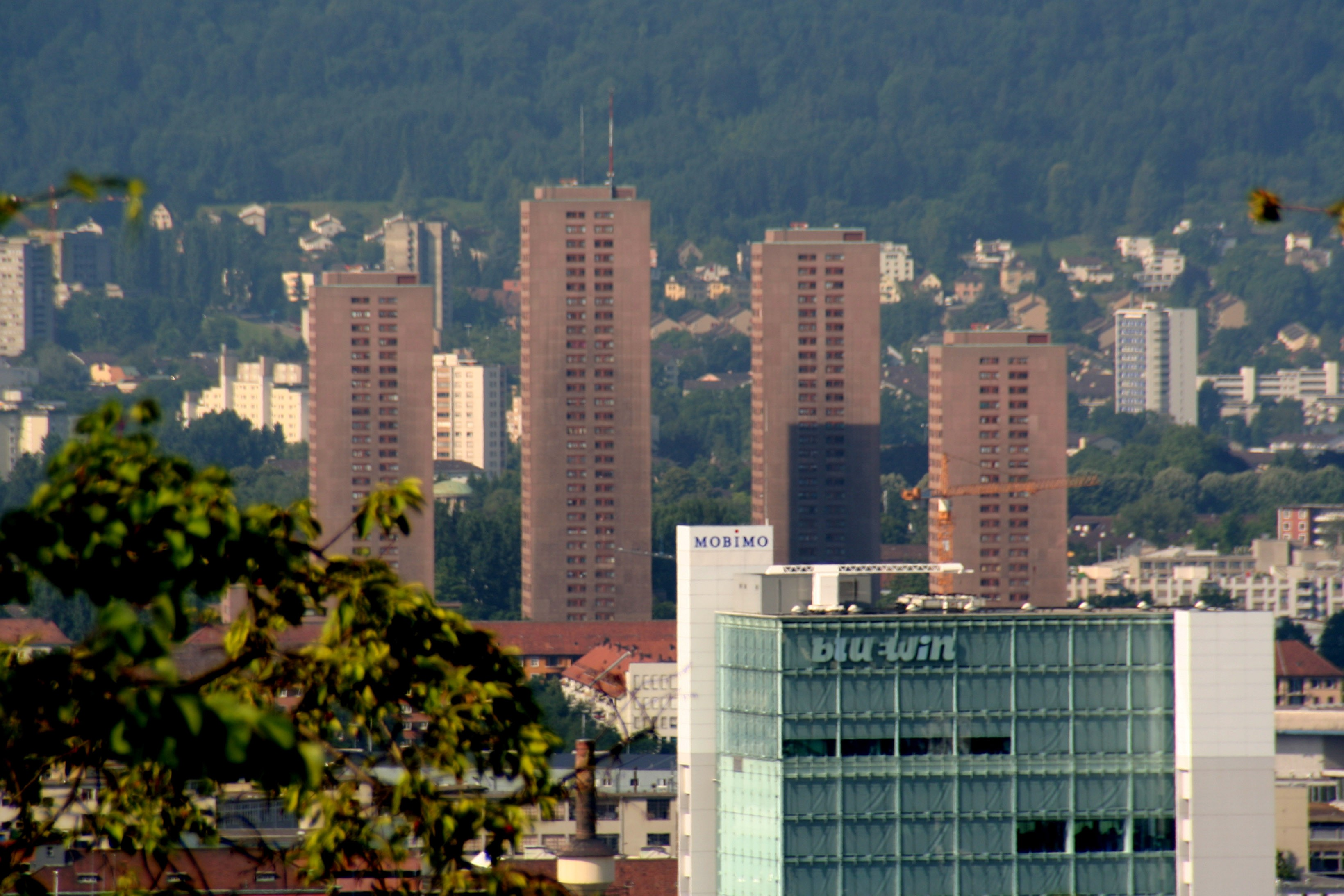
Hardau
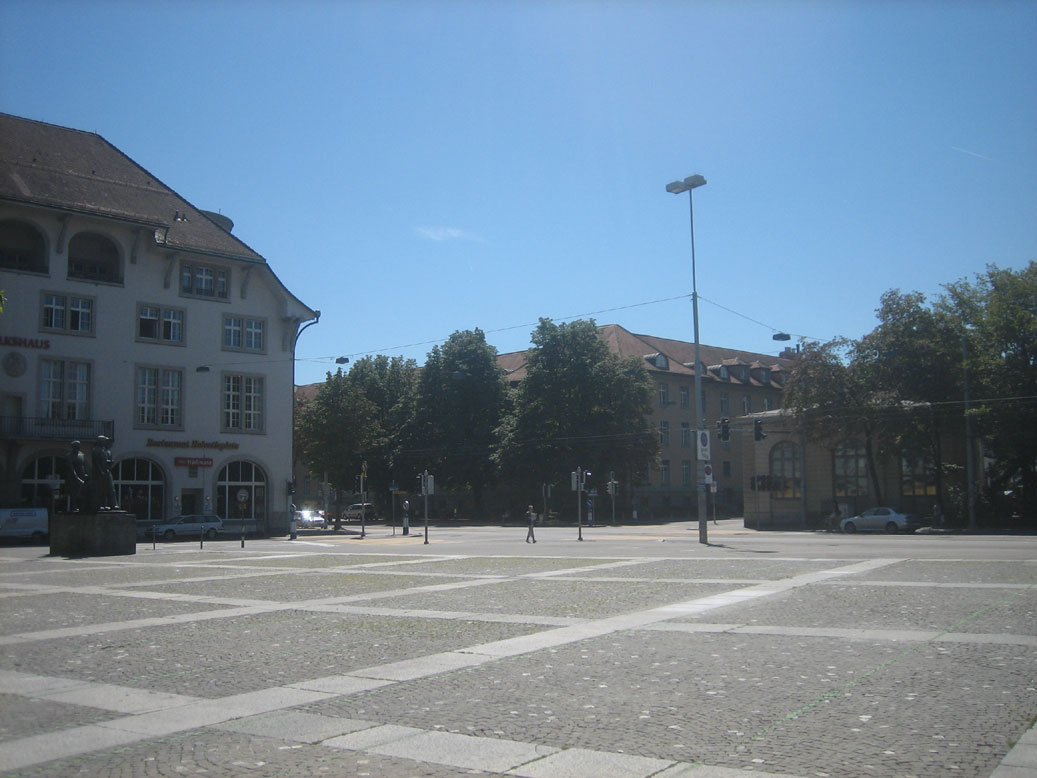
Helvetiaplatz
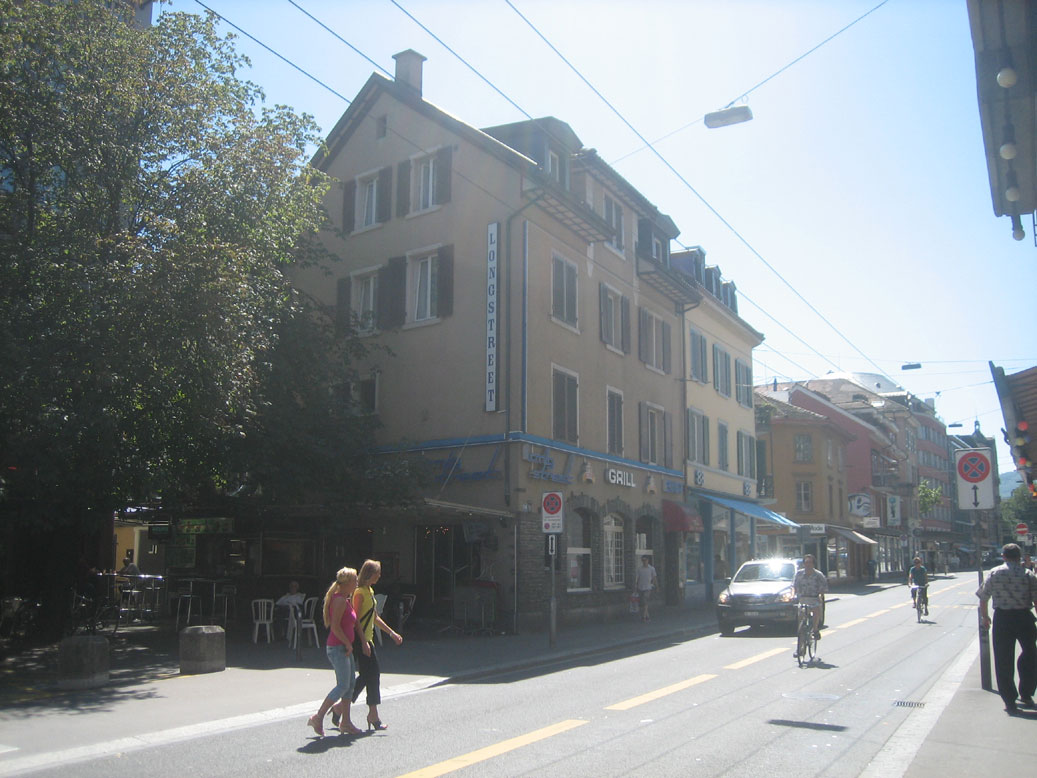
Langstrasse ca. Höhe Dienerstrasse
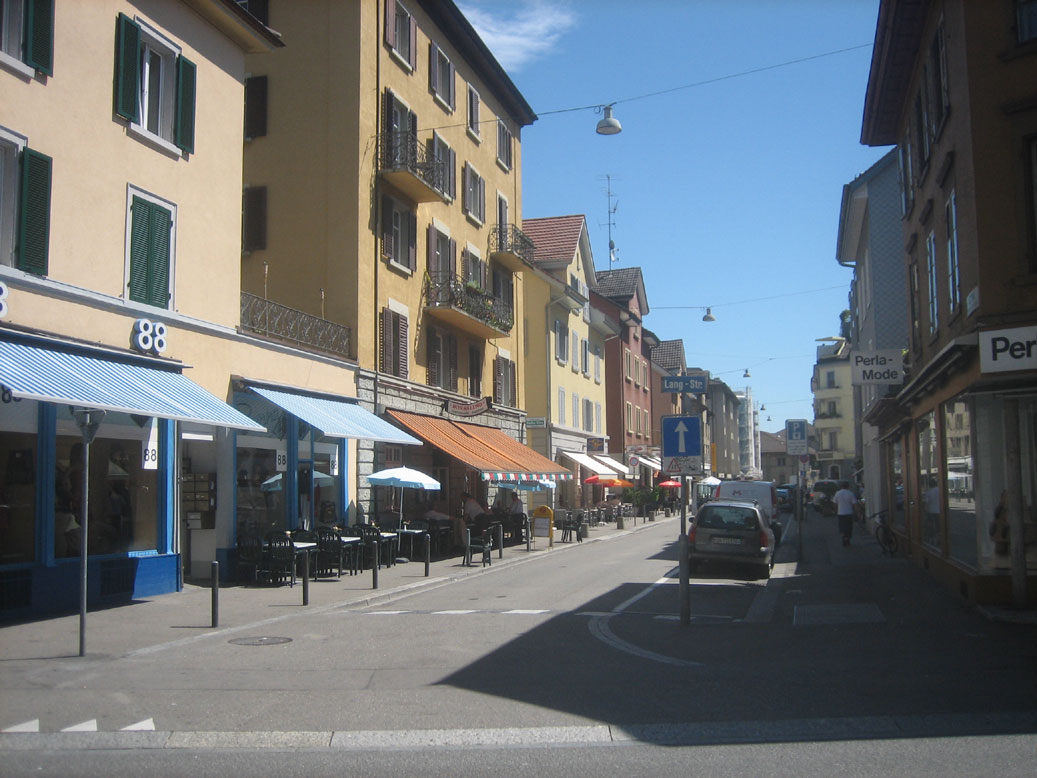
Langstrasse Ecke Brauerstrasse
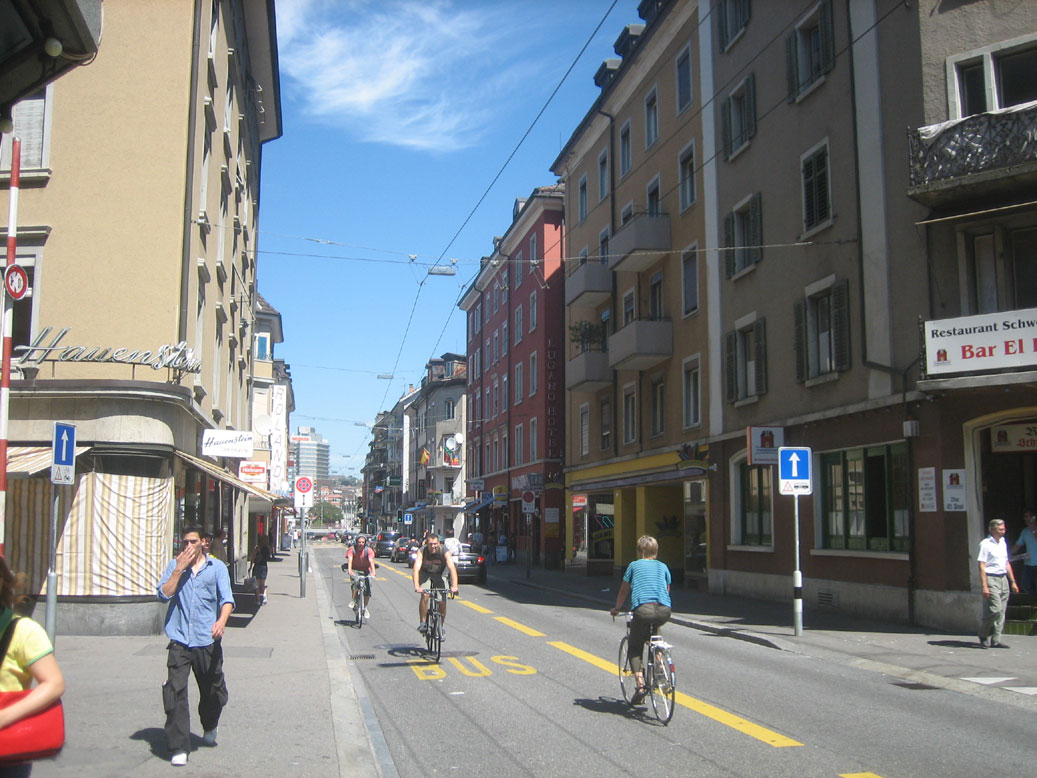
Langstrasse mit Blick Richtung Limmatplatz

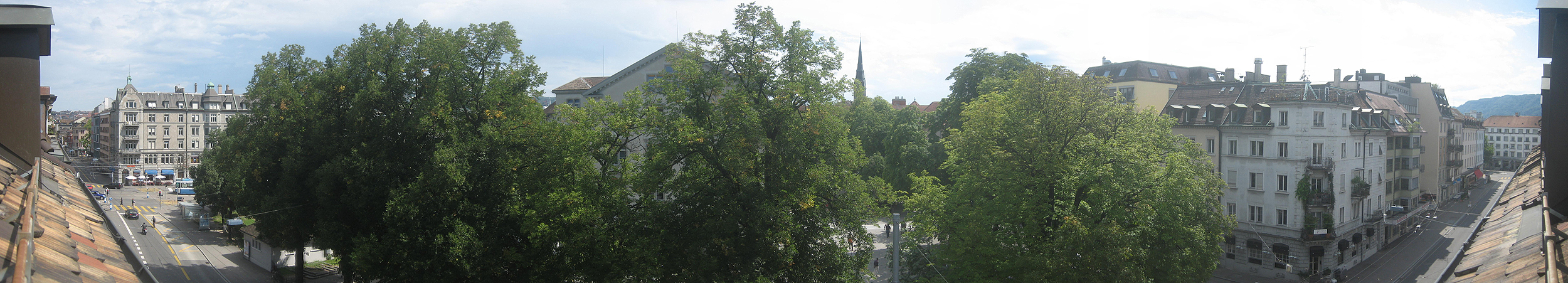
Panorama der Langstrasse zwischen Badener- und Stauffacherstrasse

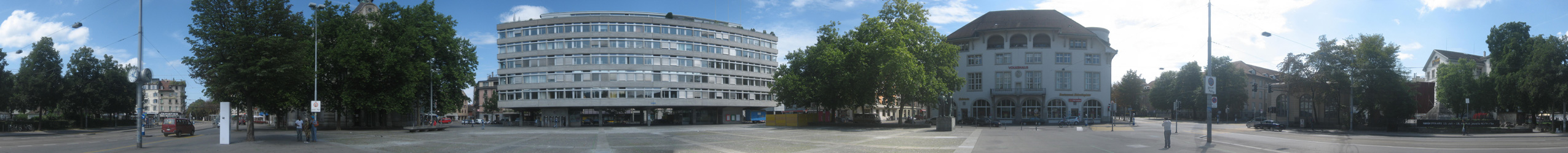
Panorama vom Helvetiaplatz Zürich mit dem Verwaltungsgebäude (Mitte links), dem Volkshaus (Mitte rechts) und dem Kanzleiareal (ganz rechts)

## Persönlichkeiten, die in Aussersihl gewirkt haben
- Johann Kaspar Ammann (1803–1870), Oberrichter, Kantonsrat und Ständerat
- Jakob Amsler (1848–1909), Schweizer Jurist und Politiker
- Rosa Bloch-Bollag (1880–1922), eine der zentralen Personen der Schweizer Arbeiterbewegung
- Fritz Brupbacher (1874–1945), Schriftsteller und Arzt, betrieb mit seiner zweiten Frau Paulette Brupbacher eine Arztpraxis im Kreis 4, ein Platz an der quartiernahen Weststrasse erhält seinen Namen nach diesem Paar[34]
- Erminia Cella (1888–1959), führte das Restaurant Cooperativa italiana, eine Anlaufstelle der antifaschistischen Emigration zur Zeit der Mussolini-Herrschaft; nach ihr ist ein Platz an der Langstrasse „Piazza Cella“ benannt.[13][35]
- Gottlieb Duttweiler (1888–1962), Gründer der Migros, wuchs im Aussersihl auf
- David Farbstein (1868–1953), Rechtsanwalt, Gemeinderat und erstes jüdisches Mitglied des Nationalrates
- Peter Füssli (1482–1548), Begründer der Zürcher Glockengiesskunst und Reisläufer
- Herman Greulich (1842–1925), Gründer der ersten Sozialdemokratische Partei der Schweiz
- Max Gubler (1898–1973), Eduard Gubler (1891–1971), Kunstmaler und Brüder, geboren in Aussersihl.[36]
- Mc Hero (* 1991), Schweizer Rapper, wuchs im Kreis 4 auf
- Hugo Koblet (1925–1964), Schweizer Radrennfahrer, wuchs in Aussersihl auf
- Guido Kolb (1928–2007), Zürcher Schriftsteller und 1972–1992 Pfarrer von St. Peter und Paul (Zürich)
- Moritz Leuenberger (1946–) Bundesrat, der bis 1991 ein Anwaltsbüro im Kreis 4 hatte
- Franca Magnani-Schiavetti (1925–1996), Journalistin und Autorin, lebte mehrere Jahre im Quartier
- Luise Meyer-Strasser (1894–1974), Malerin und Kunsthandwerkerin
- Ernst Nobs (1886–1957), erster Bundesrat der Sozialdemokraten von 1943 bis 1951, lebte zeitweise im Aussersihl
- Leonhard Ragaz (1868–1945), reformierter Theologe und Mitbegründer der religiös-sozialen Bewegung in der Schweiz
- Wilhelm Rüstow (1821–1878), Revolutionär, Freiheitskämpfer und Militärschriftsteller
- Irène Schweizer (1941–2024), Pianistin und Mitbegründerin des Free Jazz, wohnte im Kreis 4
- Willy Spühler, Bundesrat von 1959–1970 und Stadtrat von Zürich, in Aussersihl geboren